# Крутец (приток Щелкана)
Крутец — овраг в России, находится в Саратовской области. Устье овражного водотока находится в 91 км от устья реки Щелкан по левому берегу. Площадь водосборного бассейна — 101 км².
В Крутец выходят овраги Поцелуевский и Лапин.

## Данные водного реестра
По данным государственного водного реестра России относится к Донскому бассейновому округу, водохозяйственный участок реки — Терса, речной подбассейн реки — Бассейн притоков Дона м/д впад. прит-в Хопра и Северского Донца. Речной бассейн реки — Дон (российская часть бассейна).
Код объекта в государственном водном реестре — 05010300212107000008886.